# Piper perlongipedunculum
Piper perlongipedunculum är en pepparväxtart som beskrevs av Trel. & Standley. Piper perlongipedunculum ingår i släktet Piper och familjen pepparväxter. Inga underarter finns listade i Catalogue of Life.